# Hugh Everett III
Hugh Everett III (11. november 1930 – 19. juli 1982) var en amerikansk teoretisk fysiker, som var den første til at foreslå mange-verdensfortolkningen af kvantemekanik.
 Der er for få eller ingen kildehenvisninger i denne artikel, hvilket er et problem. Du kan hjælpe ved at angive troværdige kilder til de påstande, som fremføres i artiklen.